# Bourse départementale du travail de la Seine-Saint-Denis
La Bourse départementale du travail de la Seine-Saint-Denis (bourse départementale travail Clara Zetkin depuis mars 2022) est un bâtiment conçu par Oscar Niemeyer et construit entre 1976 et 1978 à Bobigny, en Seine-Saint-Denis.

## Historique

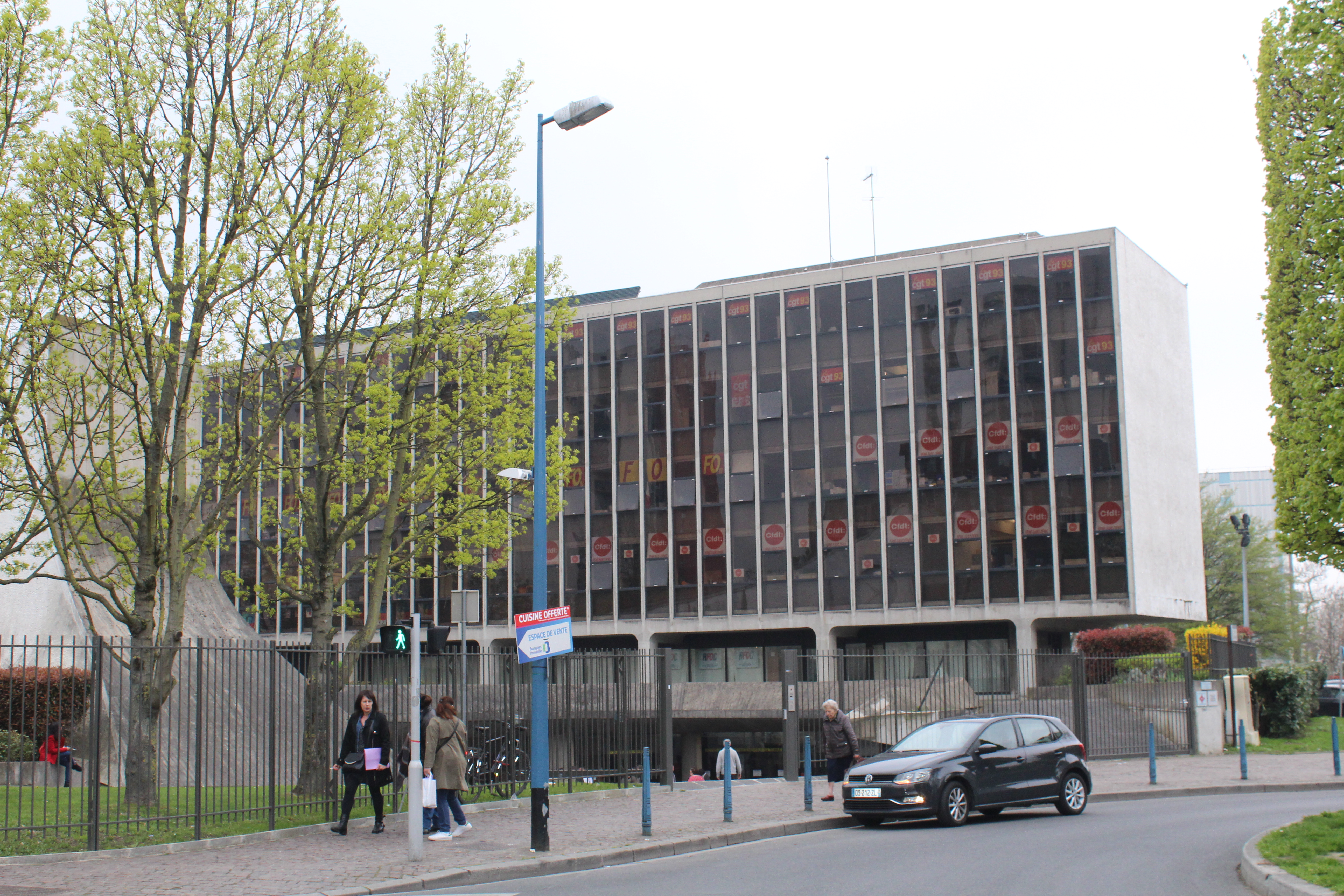
La Bourse départementale de travail.

Envisagée dès 1967, la décision de sa construction fut votée par le conseil général en mai 1972.
Elle est inscrite aux monuments historiques en 2007, sur demande de son créateur.

## Description

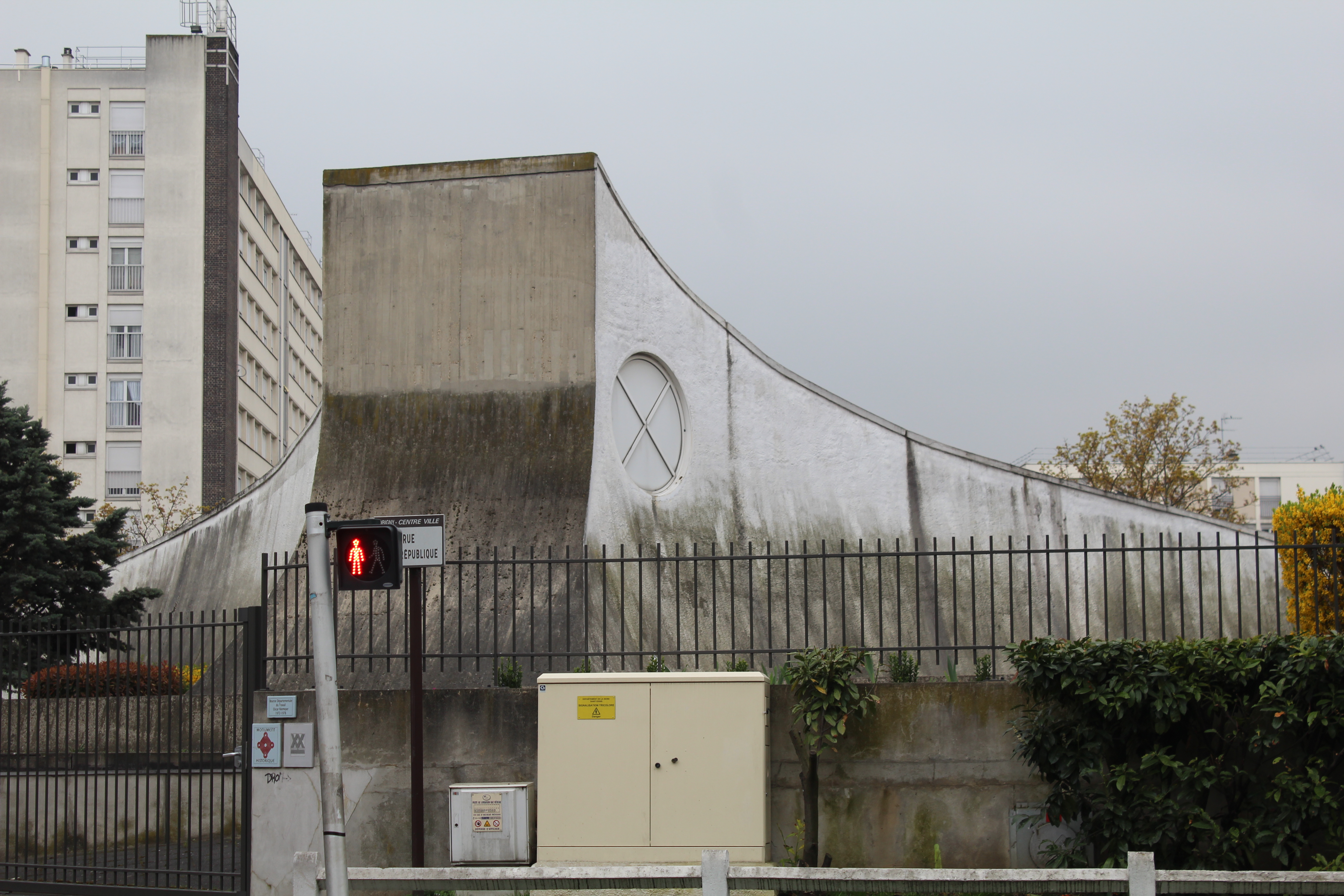
La Bourse du travail.

Donnant sur la place de la Libération, il se compose d'un bâtiment vitré sur pilotis et d'un auditorium qui peut accueillir huit-cents personnes. Les deux édifices communiquent par les sous-sols.
La bourse se trouve à proximité immédiate de la station Libération du tramway T1.